# Kalendarium historii Grecji
Kalendarium historii Grecji – uporządkowany chronologicznie, począwszy od czasów najdawniejszych aż do współczesności, wykaz dat i wydarzeń z historii Grecji oraz jej krain historycznych.

## Starożytna Grecja

### Epoka brązu i wieki ciemne

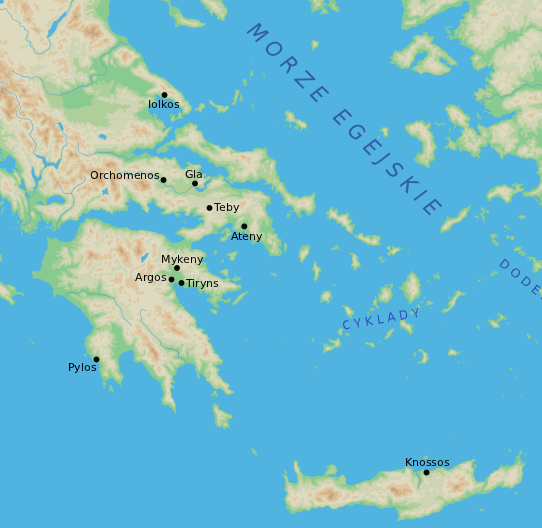
Główne ośrodki cywilizacji mykeńskiej

- III tysiąclecie p.n.e. – początek epoki brązu na terenach dzisiejszej Grecji[1]
- II tysiąclecie p.n.e. – ludność indoeuropejska opanowała Grecję[2]
- XVII-XII w. p.n.e. – kultura mykeńska[2]
- przełom XIII-XII w. p.n.e. – cywilizacja mykeńska upadła w wyniku najazdów Dorów[1]
- XII-VIII w. p.n.e. – okres tzw. wieków ciemnych[2]
- ok. 1180 p.n.e. – oblężenie Troi[3]

### Okres archaiczny

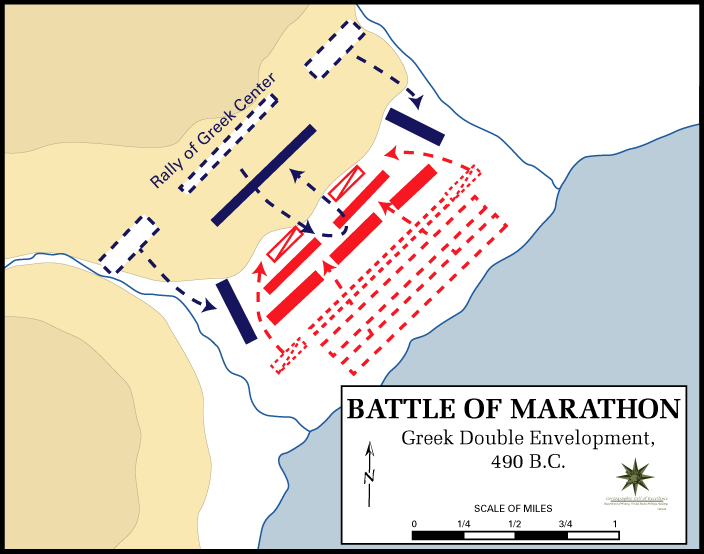
Plan sytuacyjny bitwy pod Maratonem

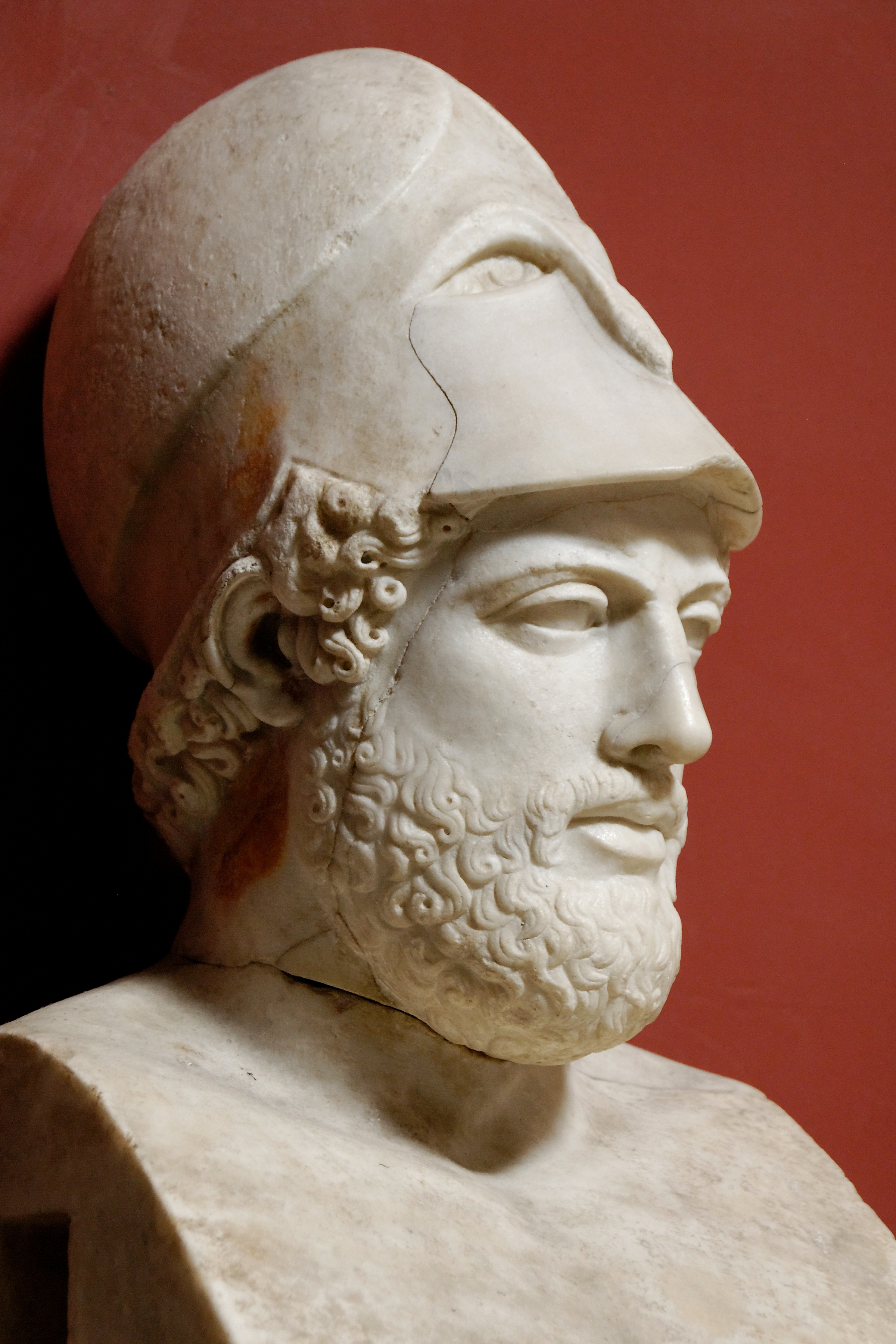
Perykles

- 800-500 p.n.e. – okres archaiczny, podczas którego powstały: alfabet grecki i pierwsze dzieła literackie[2]
- VIII-VI w. p.n.e. – wielka kolonizacja[2]
- VI w. p.n.e. – rozwój Aten[2]
- 594 p.n.e. – Solon przeprowadził w Atenach reformy demokratyczne[3]
- II połowa VI w. p.n.e. – państwa znajdujące się na Peloponezie utworzyły Związek Peloponeski[4]
- 545 p.n.e. – wojska perskie zajęły jońskie miasta[3]
- ok. 507 p.n.e. – Klejstenes ustanowił w Atenach demokrację[3]
- 499-494 p.n.e. – powstanie jońskie[2]
- 490 p.n.e. – I wojna perska; Grecy pokonali Persów pod Maratonem[2]
- 480-479 p.n.e. – drugi najazd perski, podczas którego Persowie po pokonaniu wojsk Leonidasa w Termopilach (480 p.n.e.) zostali pokonani pod Salaminą (480 p.n.e.) oraz rok później pod Platejami[3]

### Okres klasyczny

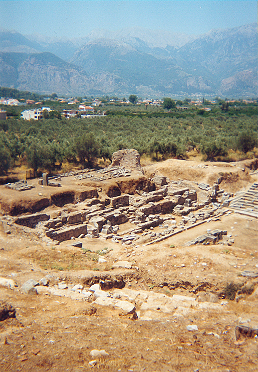
Ruiny starożytnej Sparty

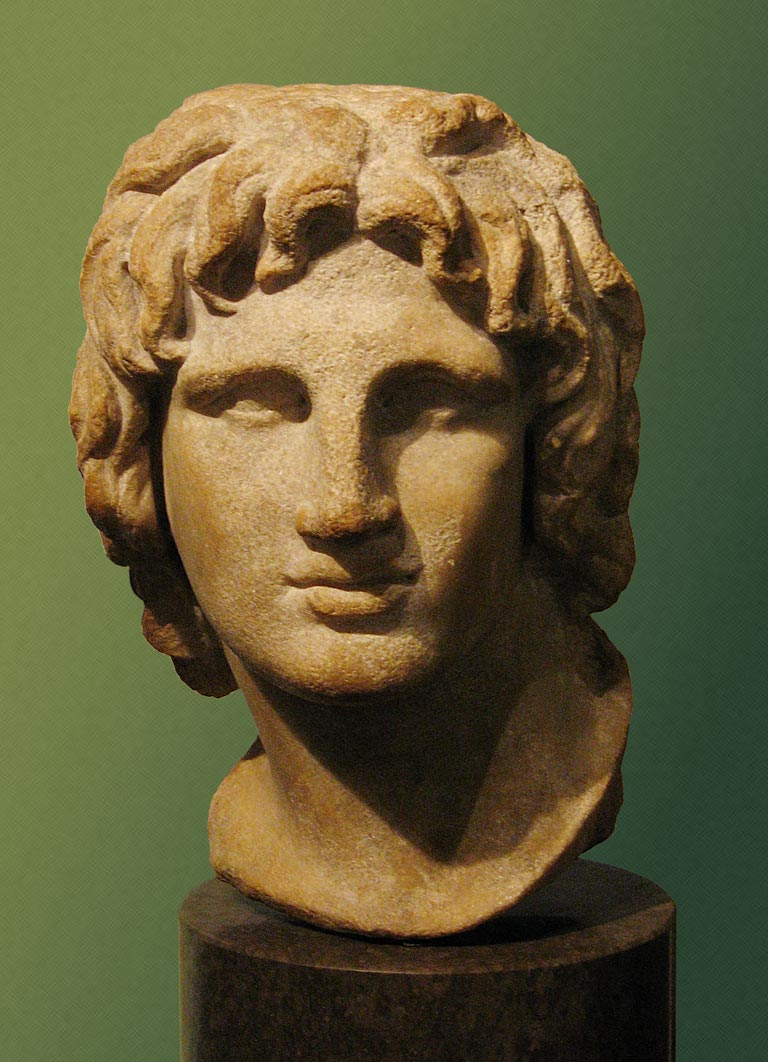
Aleksander Wielki

- 478-477 p.n.e. – powstał I Ateński Związek Morski – sojusz łączący Ateny z granicznymi państwami leżącymi nad Morzem Egejskim[5]
- 449 p.n.e. – Persowie zawarli układ pokojowy z Grecją[6]
- 431-404 p.n.e. – wojna peloponeska pomiędzy Atenami a Spartą – wojnę wygrała Sparta[2]
- 431-421 p.n.e. – I etap wojny peloponeskiej (zw. wojną archidamijską)[7]
- 421 p.n.e. – Sparta i Ateny podpisały traktat pokojowy[7]
- 421-415 p.n.e. – II etap wojny (okres tzw. zbrojnego pokoju, podczas którego ustały walki na większą skalę)[7]
- 415-413 p.n.e. – Ateńczycy przeprowadzili nieudaną wyprawę na Sycylię – wyprawa ta doprowadziła do wznowienia walk ze Spartą[7]
- 413-404 p.n.e. – ostatni etap wojny (tzw. wojna dekelejska)[7]
- 405 p.n.e. – w bitwie pod Ajgospotamoj Spartanie zniszczyli ateńską flotę morską[7]
- 404 p.n.e. – rozpadł się I Ateński Związek Morski[5]
- 395-387 p.n.e. – wojna koryncka[2]
- 378 p.n.e. – Teby i Ateny utworzyły II Ateński Związek Morski[5]
- 371 p.n.e. – wojska tebańskie pokonały armię spartańską pod Leuktrami – pokonanie spartańskiej armii przyczyniło się do rozwiązania Związku Peloponeskiego[2][4]
- 371-362 p.n.e. – hegemonia tebańska nad całą Grecją[2]
- 357-355 p.n.e. – wojna pomiędzy Atenami a pozostałymi członkami II Ateńskiego Związku Morskiego[5]
- 338 p.n.e. – wojska macedońskie pokonały sprzymierzone siły Aten i Teb pod Cheroneą, w wyniku czego państwa greckie dostały się pod zwierzchnictwo macedońskie[8]
- 334-323 p.n.e. – zwycięska wyprawa przeciwko Persji przeprowadzona przez Aleksandra Wielkiego: wyprawa zakończyła okres klasyczny w dziejach Grecji[2]
- 323 p.n.e. – zmarł Aleksander Wielki – jego śmierć symbolicznie rozpoczyna epokę helleńską[9]

### Hellenizm
- III w. p.n.e. – powstał Związek Etolski[10]
- 189 p.n.e. – Etolski Związek utracił niezależność[10]
- 146 p.n.e. – Rzym podporządkował sobie Grecję[2]
- II-I w. p.n.e. – Rzymianie podbili całe wschodnie wybrzeże Morza Śródziemnego (w tym Grecję)[9]
- 30 p.n.e. – Rzym podbił Egipt – ostatnie niezależne państwo hellenistyczne[9]

### Okres rzymski
- 27 p.n.e. – Rzym utworzył na terenie Grecji prowincję Achaja[2]

## Średniowiecze
- 529 – cesarz Justynian zamknął akademię ateńską[3]
- VI w. n.e. – plemiona słowiańskie spustoszyły Grecję[2]
- IX w. – najazdy Arabów[2]
- X w. – Bułgaria podporządkowała sobie Grecję[2]
- XI w. – Normanowie spustoszyli Grecję[2]
- 1204 – po zdobyciu Konstantynopola przez krzyżowców, krzyżowcy utworzyli na Peloponezie kilka państw (Księstwo Achai, Księstwo Ateńskie)[2]
- XV w. – Turcy podbili Grecję[2]
- XV-koniec XVIII w. – kontrola Wysp Jońskich przez Wenecję[2]

## Tureckie panowanie

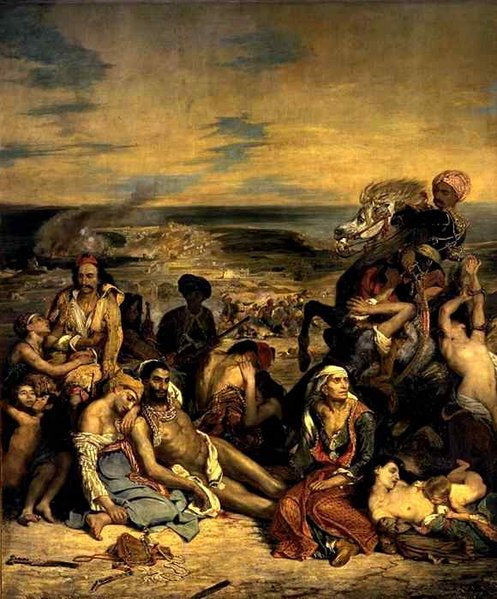
Masakra ludności wyspy Chios pod wojny o niepodległość

- XVIII w. – wzrost świadomości narodowej Greków[2]
- 1686-1715 – okres okupacji Peloponezu przez Wenecję[11]
- 1770 – na Peloponezie wybuchło powstanie antytureckie (inspirowane przez Rosję)[2]
- 1821 – wybuchło powstanie greckie, które przerodziło się w wojnę[2]
- 1829 – przegrana przez Turcję wojna z Rosją zmusiła Turków do utworzenia autonomii Grecji[2]
- 1830 – w protokole londyńskim ogłoszono niepodległość Grecji – mocarstwa europejskie narzuciły Grecji króla – bawarskiego księcia Ottona I[2]

## Niepodległa Grecja

### Monarchia

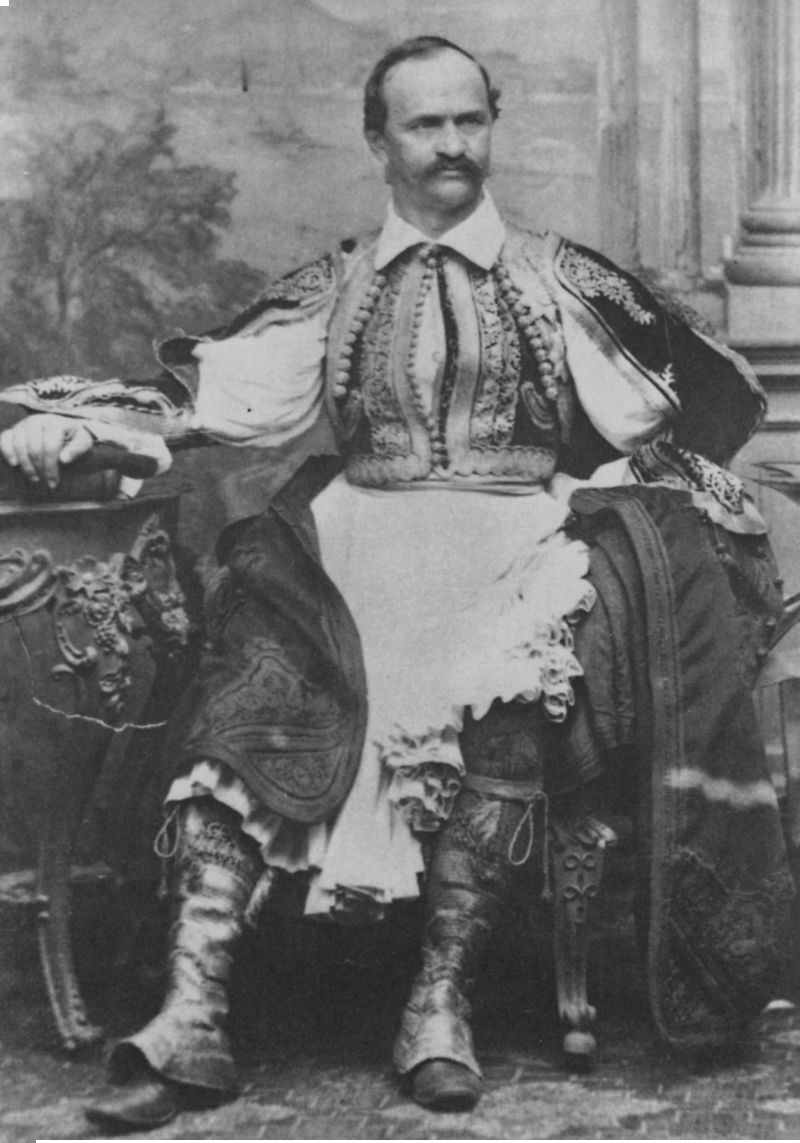
Otton I

- 1832 – wytyczono granicę Grecji[2]
- 1843 – wybuchło powstanie przeciwko despotycznej władzy Ottona I[11]
- 1843 – uchwalono konstytucję i 2-izbowy parlament[2]
- 1862 – zamach stanu przeciwko królowi Ottonowi I[2]
- 1863 – władzę w Grecji objął duński książę Jerzy I[2]
- 1864 – uchwalono nową konstytucję[2]
- 1864 – Grecja uzyskała Wyspy Jońskie[2]
- 1881 – Grecja uzyskała od Turcji Tesalię[2]
- 1897 – na Krecie wybuchło powstanie[2]
- 1897 – Grecja przegrała wojnę z Turcją[11]
- 1909 – zamach z Gudi[12]
- 1913 – w skład Grecji weszła Kreta[2]
- 1910-1933 – przeprowadzono reformy gospodarcze, administracyjne i wojskowe[2]
- 1912 – Grecja została członkiem sojuszu państw bałkańskich[2]
- 1912-1913 – w wyniku udziału Grecji w wojnach bałkańskich, Grecja otrzymała Epir, część Macedonii i wysp Morza Egejskiego[2]
- 1917 – Grecja przystąpiła do ententy[2]

### Okres międzywojenny i II wojna światowa
- 1920 – Grecja uzyskała Trację, europejskie wybrzeże Dardaneli, wyspy Tenedos, Imbros i region Izmiru[2]
- 1922 – wybuchła wojna grecko-turecka, podczas której Grecja utraciła Izmir i wschodnią Trację[2]
- 1923 – przeprowadzono wymianę ludności z Turcją[2]
- 1924 – proklamowano republikę[2]
- 1933 – wybory parlamentarne wygrała monarchistyczna Partia Ludowa[2]
- 1935 – królem Grecji został Jerzy II[2]
- 1936 – z przyzwoleniem króla powstała dyktatura wojskowa wprowadzona przez generała J. Metaksasa[2]
- 1940 – Grecja odparła atak Włoch[2]
- 1941 – wojska niemieckie zdobyły Grecję[2]
- 1941 – powstały: Grecki Front Wyzwolenia Narodowego i Grecka Armia Narodowowyzwoleńcza[2]
- październik 1944 – Grecka Armia Narodowowyzwoleńcza wyzwoliła prawie cały obszar kraju[2]
- październik 1944 – wojska brytyjskie wylądowały w Grecji[2]
- 1946 – przywrócono monarchię[2]

### Powojenna Grecja
- 1946-1949 – wojna domowa[2]

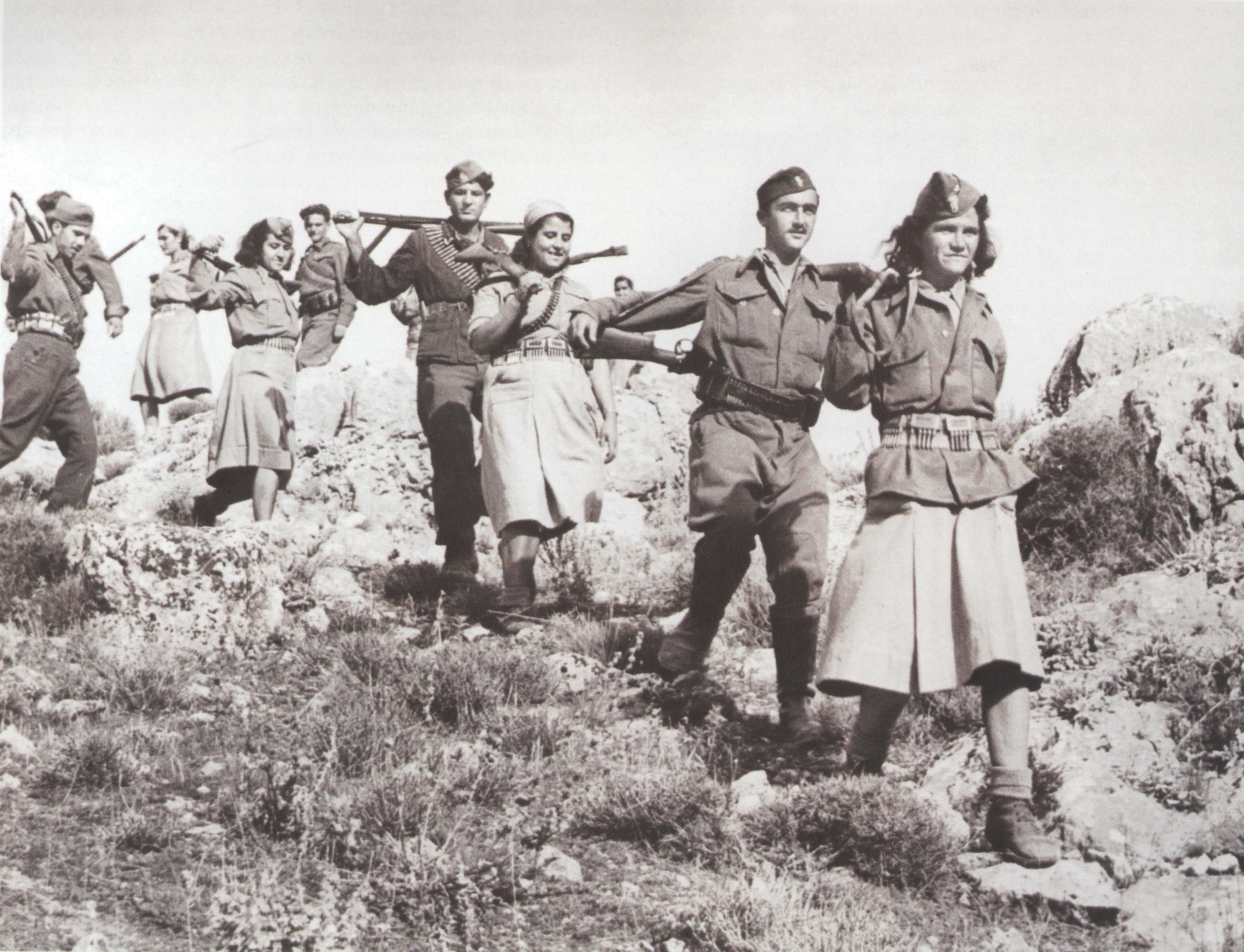
Żołnierze podczas wojny domowej

- 1947 – komuniści proklamowali Tymczasowy Rząd Wolnej Grecji[2]
- 1947 – Grecja zawarła pokój z Włochami, na mocy którego Grecja uzyskała wyspy Dodekanezu[2]
- 1949 – przywrócono monarchię – nowym władcą został Paweł I[11]
- 1952 – Grecja przystąpiła do NATO[2]
- 1962 – Grecja rozpoczęła rozmowy w sprawie wstąpienia do EWG[11]
- 1964 – Konstantyn II objął tron[11]
- 1967 – wojskowi przeprowadzili zamach stanu – początek junty czarnych pułkowników[2]
- 1973 – junta wojskowa zniosła monarchię i proklamowała republikę[2]
- 1974 – grecki rząd wojskowy przeprowadził nieudany przewrót rządowy na Cyprze[2]
- 1974 – Turcja zajęła część Cypru – na znak protestu Grecja wystąpiła z NATO[2]
- 1974 – zawieszono cenzurę, prawo wojskowe i przywrócono do życia partie polityczne[11]
- 1974 – wybory powszechne wygrała Nowa Demokracja[11]

### Demokratyczna Grecja

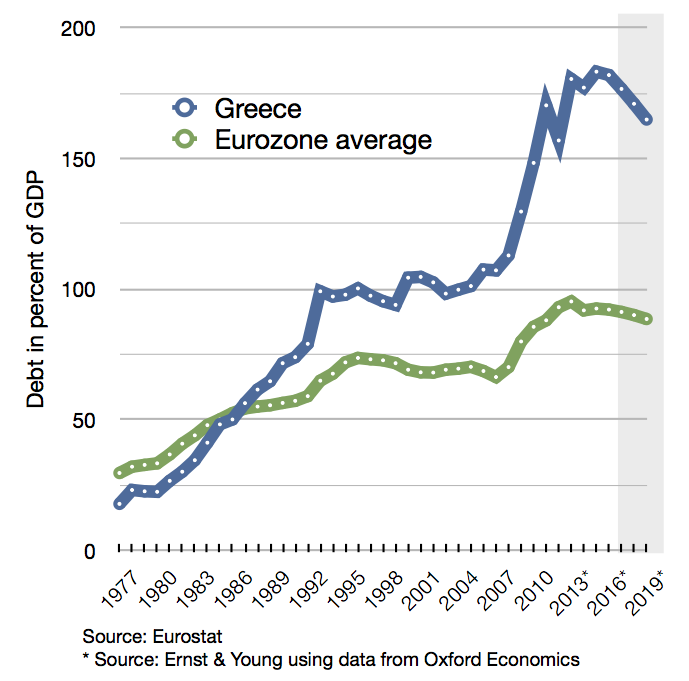
Zadłużenie Grecji w porównaniu z państwami strefy euro

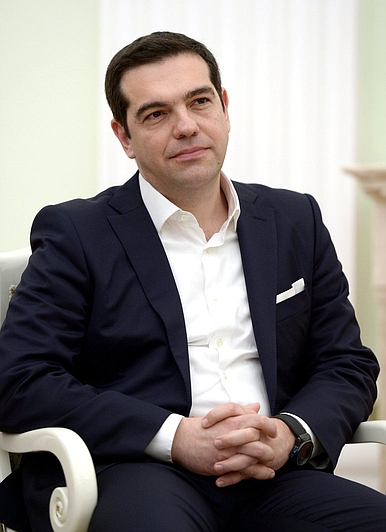
Aleksis Tsipras

- 1975 – w życie weszła nowa konstytucja[2]
- 1977 – wybory parlamentarne wygrała Nowa Demokracja[11]
- 1980 – Grecja wróciła do NATO[2]
- 1981 – Grecja została członkiem EWG[2]
- 1981 – wybory parlamentarne wygrał PASOK[11]
- 1983 – Grecja podpisała z ZSRR układ o współpracy gospodarczej[11]
- 1985 – wybory parlamentarne wygrał PASOK[11]
- 1986 – znowelizowano konstytucję[11]
- 1988 – poprawiły się stosunki dyplomatyczne z Turcją[11]
- 1989 – kryzys polityczny[11]
- 1992 – parlament Grecji ratyfikował Traktat z Maastricht[11]
- kwiecień 2000 – wybory parlamentarne wygrał PASOK[11]
- maj 2000 – Komisja Europejska zdecydowała, że Grecja będzie mogła przystąpić do strefy euro[13]
- 2001 – znowelizowano konstytucję[11]
- 1 stycznia 2002 – wprowadzono walutę euro[13]
- 2003 – w Atenach odbył się szczyt państw unijnych, podczas którego podpisano traktat, zezwalający na rozszerzenie Unii Europejskiej o nowe państwa[11]
- 22 marca 2005 – Grecja została członkiem ESA[14]
- 16 września 2007 – odbyły się wybory parlamentarne, wygrane przez Nową Demokrację[15]
- 4 października 2009 – odbyły się wybory parlamentarne, wygrane przez PASOK[16]
- 2009 – w Grecji wybuchł kryzys gospodarczy, wywołany oszustwami finansowymi oraz ukrywaniem deficytu budżetowego przez rząd Grecji[13]
- maj 2010 – Grecja otrzymała 110 mld euro pożyczki na spłatę poprzednich zobowiązań[13]
- 6 maja 2012 – odbyły się przedterminowe wybory parlamentarne wygrane przez Nową Demokrację. Nowy rząd utworzył lider Syrizy – Aleksis Tsipras[17]
- 12 czerwca 2013 – Grecja jako pierwsze państwo na świecie została zdegradowana z grupy państw rozwiniętych do grupy państw rozwijających się[18]
- 25 stycznia 2015 – odbyły się wybory parlamentarne, wygrane przez Syrizę[19]
- 5 lipca 2015 – odbyło się referendum dotyczące porozumienia Grecji z międzynarodowymi wierzycielami[20]
- 20 września 2015 – odbyły się wybory parlamentarne, wygrane przez Syrizę[21]